# Hypena innotata
Hypena innotata là một loài bướm đêm trong họ Erebidae.